# Midnight♡Jurinabox
『Midnight♡Jurinabox』（ミッドナイト・ジュリナ・ボックス）は、2024年4月2日未明（放送上日付4月1日深夜）から、毎週火曜未明（月曜深夜）2:00-2:30に生放送される予定の東海ラジオ放送の音楽番組・トーク番組である。
同番組は愛知県のローカルアイドル「SKE48」出身で、現在も愛知県に在住している松井珠理奈がSKE48卒業後初めてラジオ番組のパーソナリティーを担当するもの。同番組では、最新のポップス（洋楽・邦楽を問わず）を中心に選曲しながら、松井のプライベートやグルメ、エンタメにまつわるトークを展開する。

## ゲスト
- 2024年12月31日（30日深夜）:吉田聖弥（中日ドラゴンズ2025年新入団選手。放送当時西濃運輸硬式野球部）
- 2024年12月31日20:00-20:30（特設枠）:アンダーポイント（当番組直後の2:30-3:00に放送されている『UNDER TALK』のパーソナリティーで、合同コラボ形式で、同年12月21日に名古屋市栄の「スタジオドリームカプセル」で行った初の公開収録）